# Rafael Páez
Rafael Páez Cardona (Orihuela, 10 agosto 1994) è un calciatore spagnolo, difensore svincolato.

## Caratteristiche tecniche
È un difensore centrale.

## Carriera
Nato ad Orihuela, nella Comunità Valenciana, ha iniziato a giocare a calcio con una squadra locale per poi passare all'Hércules nel 2006. Nell'ottobre 2009 è entrato a far parte della cantera del Real Madrid assieme ad altri tre compagni di squadra  e vi è rimasto fino al 2013 quando ha firmato un contratto biennale con il Liverpool, venendo aggregato alla formazione Under-21.
Il 7 agosto 2014 è stato ceduto al Bologna in prestito con opzione di riscatto, facendo il suo esordio fra i professionisti il 29 agosto in occasione dell'incontro di Serie B perso 2-1 contro il Perugia. Riproposto titolare anche negli incontri successivi, a partire da ottobre ha perso il posto a causa di un infortunio venendo schierato solamente in altre tre occasioni. Nel gennaio 2015 il prestito è stato interrotto anticipatamente ed il giocatore è stato girato all'Eibar fino a giugno, dove però non è mai stato impiegato a causa della negazione del transfer da parte della FIFA.
Il 6 agosto 2015 si è trasferito a titolo definitivo all'Alcorcón in Segunda División, dove ha disputato le successive due stagioni collezionando 22 presenza fra campionato e coppe, trovando anche la prima rete in carriera. Nell'agosto 2017 è sceso di categoria firmando per l'UCAM Murcia., ma a causa dello scarso impiego ha rescisso il contratto nel mese di gennaio. Acquistato dall'Alavés, è stato ceduto in prestito al Rudeš da febbraio a giugno. In vista della stagione 2018-2019 è stato ceduto nuovamente in prestito, questa volta ai francesi del Sochaux militanti in Ligue 2. Utilizzato prevalentemente nella prima parte di stagione, ha collezionato 13 presenze fra campionato e coppe prima di fare ritorno in Spagna e passare, nuovamente in prestito, all'Istria 1961.

## Statistiche
Statistiche aggiornate al 16 settembre 2020.

### Presenze e reti nei club
| Stagione        | Squadra         | Campionato      | Campionato | Campionato | Coppe nazionali | Coppe nazionali | Coppe nazionali | Coppe continentali | Coppe continentali | Coppe continentali | Altre coppe | Altre coppe | Altre coppe | Totale | Totale | Totale |
| Stagione        | Squadra         | Comp            | Pres       | Reti       | Comp            | Pres            | Reti            | Comp               | Pres               | Reti               | Comp        | Pres        | Reti        | Pres   | Reti   |        |
| --------------- | --------------- | --------------- | ---------- | ---------- | --------------- | --------------- | --------------- | ------------------ | ------------------ | ------------------ | ----------- | ----------- | ----------- | ------ | ------ | ------ |
| 2014-gen. 2015  | Bologna         | B               | 8          | 0          | CI              | 0               | 0               |                    | -                  | -                  |             | -           | -           | 8      | 0      |        |
| gen.-giu. 2015  | Eibar           | PD              | 0          | 0          | CR              | 0               | 0               |                    | -                  | -                  |             | -           | -           | 0      | 0      |        |
| 2015-2016       | Alcorcón        | SD              | 8          | 1          | CR              | 1               | 0               |                    | -                  | -                  |             | -           | -           | 9      | 1      |        |
| 2016-2017       | Alcorcón        | SD              | 10         | 0          | CR              | 3               | 0               |                    | -                  | -                  |             | -           | -           | 13     | 0      |        |
| Totale Alcorcón | Totale Alcorcón | Totale Alcorcón | 18         | 1          |                 | 4               | 0               |                    | -                  | -                  |             | -           | -           | 22     | 0      |        |
| 2017-gen. 2018  | UCAM Murcia     | SDB             | 10         | 0          | CR              | 1               | 0               |                    | -                  | -                  |             | -           | -           | 11     | 0      |        |
| gen.-giu. 2018  | Rudeš           | 1.HNL           | 10         | 0          | CC              | 0               | 0               |                    | -                  | -                  |             | -           | -           | 10     | 0      |        |
| 2018-2019       | Sochaux         | L2              | 11         | 0          | CF+CdL          | 1+1             | 0               |                    | -                  | -                  |             | -           | -           | 13     | 0      |        |
| 2019-2020       | Istria 1961     | 1.HNL           | 8+2        | 1+0        | CC              | 0               | 0               |                    | -                  | -                  |             | -           | -           | 10     | 1      |        |
| 2020-2021       | Istria 1961     | 1.HNL           | 9          | 0          | CC              | 0               | 0               |                    | -                  | -                  |             | -           | -           | 9      | 0      |        |
| Totale carriera | Totale carriera | Totale carriera | 76         | 2          |                 | 7               | 0               |                    | -                  | -                  |             | -           | -           | 83     | 2      |        |